# Marinarozelotes barbatus
Marinarozelotes barbatus es una especie de araña araneomorfa del género Marinarozelotes, familia Gnaphosidae. Fue descrita científicamente por L. Koch en 1866.
Se distribuye desde el Mediterráneo hasta el Cáucaso. Introducido a los Estados Unidos. El cuerpo del macho mide aproximadamente 5,1-6,3 milímetros de longitud y el de la hembra 7,2-9,4 milímetros.